# Горьківський край
Горьківський край (рос. Горьковский край), до 1932 — Нижньогородський край (рос. Нижегородский край) — адміністративно-територіальна одиниця РРФСР, що існувала в 1929—1936. Адміністративний центр — місто Горький.

## Історія
Утворено як Нижньогородський край 15 липня 1929 в результаті об'єднання Нижньогородської області, Марійської автономної області, Вотської АО і Чуваської АРСР.
В 1929—1930 територія області мала поділ (крім національних автономій) на 7 округів, які, в свою чергу, мали поділ на райони:
- Арзамаський,
- Вятський,
- Котельницький,
- Муромський,
- Нижньогородський,
- Нолінський,
- Шар'їнський.

23 липня 1930 всі округи скасовані, а їх райони підпорядковані безпосередньо крайовій владі.
1 лютого 1932 скасовано Кумьонський район. 7 жовтня 1932 року через перейменування Нижнього Новгорода на Горький, Нижньогородський край перейменовано на Горьківський.
7 грудня 1934 зі східних і північно-східних районів Горьківського краю і західних районів Свердловської області виділено новий Кіровський край з Удмуртською АО.
5 грудня 1936 Горьківський край розділено на Горьківську область, Чуваську АРСР і Марійську АРСР, перетворену з автономної області.